# Saint-Georges-Armont
Saint-Georges-Armont är en kommun i departementet Doubs i regionen Bourgogne-Franche-Comté i östra Frankrike. Kommunen ligger i kantonen Clerval som tillhör arrondissementet Montbéliard. År 2022 hade Saint-Georges-Armont 125 invånare.

## Befolkningsutveckling
Antalet invånare i kommunen Saint-Georges-Armont
Referens:INSEE